# Udskoling
Udskoling er en fælles betegnelse for grundskolens 7.-9. klassetrin. Ved den seneste ændring af uddannelsen til folkeskolelærer fra 2007 indførtes niveaudeling af fagene dansk og matematik, således at nogle studerende i særlig grad er specialiserede til undervisning af de større elever.